# Гийом дю Турнель
Гийом дю Турнель (фр. Guillaume du Tournel; ум. после 1225) — маршал Франции.
Не упоминается ни у отца Ансельма, ни в списке Военного министерства, приведенном секретарем Пинаром. Луи де Ларок относит его назначение к 1220 году и называет Гийомом де Латурнелем (La Tournelle). Ж. Депуэн, основываясь на «Генеалогических изысканий о сеньорах Немурских» Эмиля Ришмона, опровергает эту точку зрения, восходящую к «Списку печатей Национального архива», указывая, что старинный фьеф Ле-Турнель (Le Tournel), или Турно (Tourneau), расположенный между Монтаржи и Сен-Морис-сюр-Фессаром, не имеет отношения к линии рыцарей де Латурнель.
Сеньоры де Турнель, фамильный склеп которых был в 1169 году создан во Флотене рыцарем Гийомом, в конце жизни перешедшим в духовное сословие и ставшим аббатом Сен-Жан-де-Санса, были тесно связаны с семейством Клеманов, к которому принадлежали четыре маршала Франции, и носили их герб, крест с раздвоенными и закругленными концами (croix recerclée). Турнели были младшей линией Клеманов, поскольку маршал Гийом в 1221 году внес изменения в вольную часть семейного герба.
Отцом Гийома предположительно мог быть Филипп, маршал Людовика VII, упоминаемый в этой должности в 1177—1179 годах, и, вероятно, тождественный маршалу Клеману, упомянутому в 1173 году. По-видимому, он был младшим братом Робера III Клемана.
По мнению Депуэна, «Гийом де Турнель должен быть возвращен в хронологию маршалов Филиппа Августа, ибо, несомненно, именно о нем идет речь в датированном 1194 годом реестре A этого принца» (Guillelmo de Torguenello marescallo nostro, propter servitium suum, et heredi masculo suo (…), dedimus quod habebamus apud Herbardivillare et apud Fontenele, partent scilicet nostram sicuti ibidem habebamus, et monachi de Sancto Petio Fossatensi aliam (…) Actum Parisius, anno 1194, regni 15).
Гийом де Турнель еще был в должности в 1225 году, когда вместе со своим родственником маршалом Жаном Клеманом (Johannes et Guillelmus de Torneel, mariscalli Ludovici régis) был гарантом соглашения между аббатством Сен-Дени и Жилем де Гранпюи. Он умер ранее декабря 1230.